# August Bossert
August Bossert (* 14. Juni 1907 in Durlach; † 22. August 1973 in Karlsruhe) war ein deutscher Landrat.

## Leben und Wirken
Nach Schulbesuch und Studium der Rechtswissenschaften an den Universitäten Heidelberg, München und Freiburg im Breisgau legte Bossert 1825 die erste und 1933 die große juristische große Staatsprüfung ab und wurde danach in den höheren juristischen Staatsdienst in Baden übernommen. Zum 1. Mai 1933 trat er der NSDAP bei (Mitgliedsnummer 1.895.924). Er wurde noch Mitglied von SA, NSRB, RDB, NSV und DRK. 1934 erfolgte seine Ernennung zum Gerichtsassessor beim Amtsgericht Heidelberg, danach arbeitete er bei den Staatsanwaltschaften in Heidelberg und Karlsruhe als Hilfsstaatsanwalt. Auf eigenen Wunsch wurde er 1935 in die Innere Verwaltung Badens übernommen, wo alsbald seine Ernennung zum Regierungsassessor erfolgte.
1945 nahm er an einem Lehrgang der Gaurednerschule Wiedenfels teil. Im Januar 1936 wurde Bossert der Polizeidirektion Baden-Baden zugewiesen, wo er noch im gleichen Jahr zum Regierungsassessor befördert wurde.
Im Oktober 1938 wurde er unmittelbar nach der Besetzung der Grenzgebiete der Tschechoslowakei durch das Deutsche Reich und der Bildung des Reichsgaus Sudetenland zunächst kommissarisch zum Bezirkshauptmann in Graslitz eingesetzt. Am 1. April 1939 wurde er zum Landrat des Landkreises Graslitz im Regierungsbezirk Eger ernannt. Er blieb dort bis zu seiner Versetzung im August 1942 als Landeskommissar nach Schlettstadt im Elsass, wo er bis März 1944 im Amt war, da er zu diesem Zeitpunkt zum Kriegsdienst bei der deutschen Wehrmacht einberufen wurde. Im April 1945 geriet er in amerikanische Kriegsgefangenschaft, aus der er im Juli 1945 entlassen wurde. Danach wurde er in Garmisch-Partenkirchen interniert und im Juni 1946 entlassen.
Nach der 1947 erfolgten Einstufung im Spruchkammerverfahren als Entlasteter trat er in Baden wieder in den Staatsdienst ein und wurde 1957 zum Ministerialrat und im gleichen Jahr zum Präsidenten der Württembergischen Prüfanstalt für Körperschaften ernannt.